# Trevor Watkins
Trevor Watkins (født i 1938) er en britisk arkæolog og emeritus professor som havde sit virke ved University of Edinburgh frem til 2003. Hans specialfelt er landbrugshistorie, og han har særligt fokuseret på at jordbrug blev udviklet efter kuldeperioden Yngre Dryas (10.900-9.600 f.kr), og at dette kan bidrage til at styrke endogene teorier om at menneskets intentioner eller opfindsomhed – snarere end eksterne kræfter – motiverede overgangen til jordbrug.